# LX MMA
LX MMA는 1990년 12월 24일 대한민국의 럭키(현. 주식회사 LG)와 일본의 스미토모화학공업, 일본촉매와의 합작투자계약에 따라 메틸메타크릴레이트(MMA)의 제조, 판매를 목적으로 1991년 3월 28일 설립된 회사이다.

## 연혁
- 1991년 럭키MMA(주) 법인 설립
- 1993년 MMA 1공장 준공
- 1995년 LG MMA(주) 상호 변경
- 1999년 LG화학으로부터 PMMA 사업 인수
- 2003년 MMA 2공장 준공
- 2005년 PMMA 2공장 준공
- 2008년 MMA 3공장 준공
- 2021년 (주)LX MMA 상호 변경

## 인증 및 수상
- 1994년 ISO 9002 인증 획득
- 1996년 ISO 14001 인증 획득
- 1997년 전국품질경영대회 품질경영상 수상
- 1998년 안전관리부문 초일류기업 인증 획득
- 1998년 무재해 5배 달성 기록 인증 수상
- 1998년 화학공업부문 안전경영대상 수상
- 1999년 전국품질경영대회 금탑산업훈장 수상
- 2000년 여천산업공단 안전관리 최우수사업자 선정
- 2003년 국가품질경영대회 SIX SIGMA 혁신상수상
- 2003년 ISO/TS 16946 인증
- 2004년 한국재무경영대상 중기업부문 혁신상수상
- 2007년 납세자의날 철탑산업훈장 선정
- 2008년 노사문화 우수기업 선정
- 2009년 무역의날 은탑산업훈장 수상
- 2011년 FTA 원산지인증수출자 인증